# Françoise Flamant
Françoise Flamant née en 1941, est une sociologue, économiste et féministe française.

## Biographie
Françoise Flamant est militante au Mouvement de libération des femmes. Elle fait partie des fondatrices du groupes de femmes Musidora qui est à l'initiative du premier festival de films de femmes en 1974.
En 2005, avec Veronica Selver, elle réalise le documentaire Raising the Roof. Le film suit la création de Seven Sisters Construction Company. En 1978 à San Francisco, un groupe de femmes décident de devenir charpentières et de créer leur propre compagnie afin de s'affranchir du pouvoir patriarcal.
En 2007, Françoise Flamant publie À tire d’elles. Itinéraires de féministes radicales des années 1970. Pour cette étude, elle choisit d'étudier douze récits de vie afin de rendre visibles les féministes des années 1970. Ces femmes sont nées entre 1925 et 1954. Elles ont vécu des relations hétérosexuelles contraintes. Leurs engagements féministes a pour toutes produit un changement radical dans leur vie. Elles remettent en cause le mode de vie hétérosexuel traditionnel et s'installent dans des communautés.
Installée aux États-Unis, Françoise Flamant publie Women’s Lands, en 2015. Dès les années 1960, des groupes de lesbiennes féministes achètent des terres dans l'Oregon pour créer des communautés séparatistes. Leurs volontés est de ne plus vivre dans un monde fait par et pour les hommes. Elles  expérimentent de nouveaux modes d’organisation collective. Elles fondent des communautés pour accueillir toutes les femmes.  En 2015, la plupart des terres de femmes existent toujours mais leur avenir est incertain. Women’s Lands retrace leurs projets et leur héritage. Pour cela, Françoise Flamant a visité les lands et a rencontré des femmes qui y vivent. Elle s'est également appuyée sur le fonds d'archives constitué à l’initiative de Linda Long, bibliothécaire-archiviste à l’Université de l’Oregon, à Eugene. Ce fonds d'archives créé en 1989, se nomme SO CLAP ! The Southern Oregon Country Lesbian Archival Project.

## Publications
- À tire d'elles : itinéraires de féministes radicales des années 1970, Rennes, Presses universitaires de Rennes, 2007 (ISBN 978-2-7535-0512-4), p. 175
- Women's Lands : construction d'une utopie, Oregon, USA, 1970-2010, Donnemarie-Dontilly, Éditions iXe, 2015, 255 p. (ISBN 979-10-90062-28-3)